# Cerkiew Opieki Matki Bożej w Lappeenrancie
Cerkiew Opieki Matki Bożej (fiń. Jumalansynnyttäjän suojeluksen kirkko, ros. Храм Покрова Пресвятой Богородицы) – prawosławna świątynia znajdująca się w fińskim mieście Lappeenranta.
Jest najstarszą cerkwią prawosławną w Finlandii.

## Historia
Pierwszą cerkiew w tym miejscu wzniosły w 1744 lub w 1760 roku wojska rosyjskie stacjonujące w mieście po zwycięskiej bitwie rozegranej w ramach wojny szwedzko-rosyjskiej. Był to drewniany budynek z wysoką dzwonnicą o konstrukcji zrębowej. W 1780 Katarzyna II Wielka zatwierdziła plany budowy twierdzy Lappeenranta, na terenie której znalazła się cerkiew. W 1782 rozpoczęto budowę nowej, murowanej świątyni, którą konsekrowano 26 sierpnia 1785. Cerkiew w 1803 odwiedził cesarz Aleksander I, a w 1885 i 1891 – Aleksander III Romanow. Budynek rozbudowano w 1903 roku. W 2010 zainstalowano nowe kopuły, a w 2017 przemalowano ściany.

## Wyposażenie
Wnętrze świątyni zdobi ikonostas, wykonany na początku XIX wieku.
Na wieży cerkwi zawieszonych jest 7 dzwonów. Najstarszy pochodzi z 1881, a najmłodszy z nich, o wadze 180 kg, został odlany w 2016 roku w odlewni Juutila w Kaavi.

## Galeria

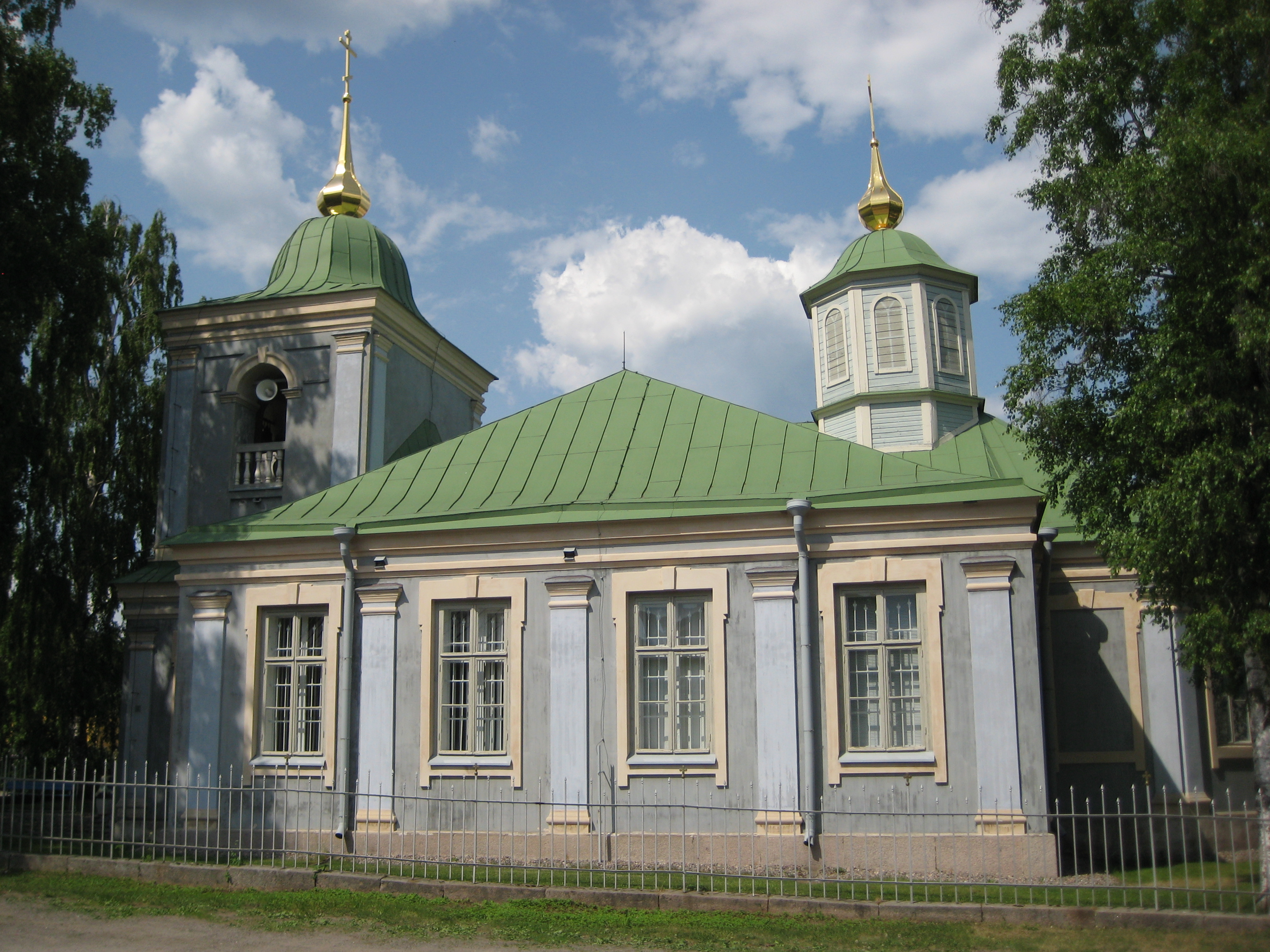
Południowa elewacja, 2013
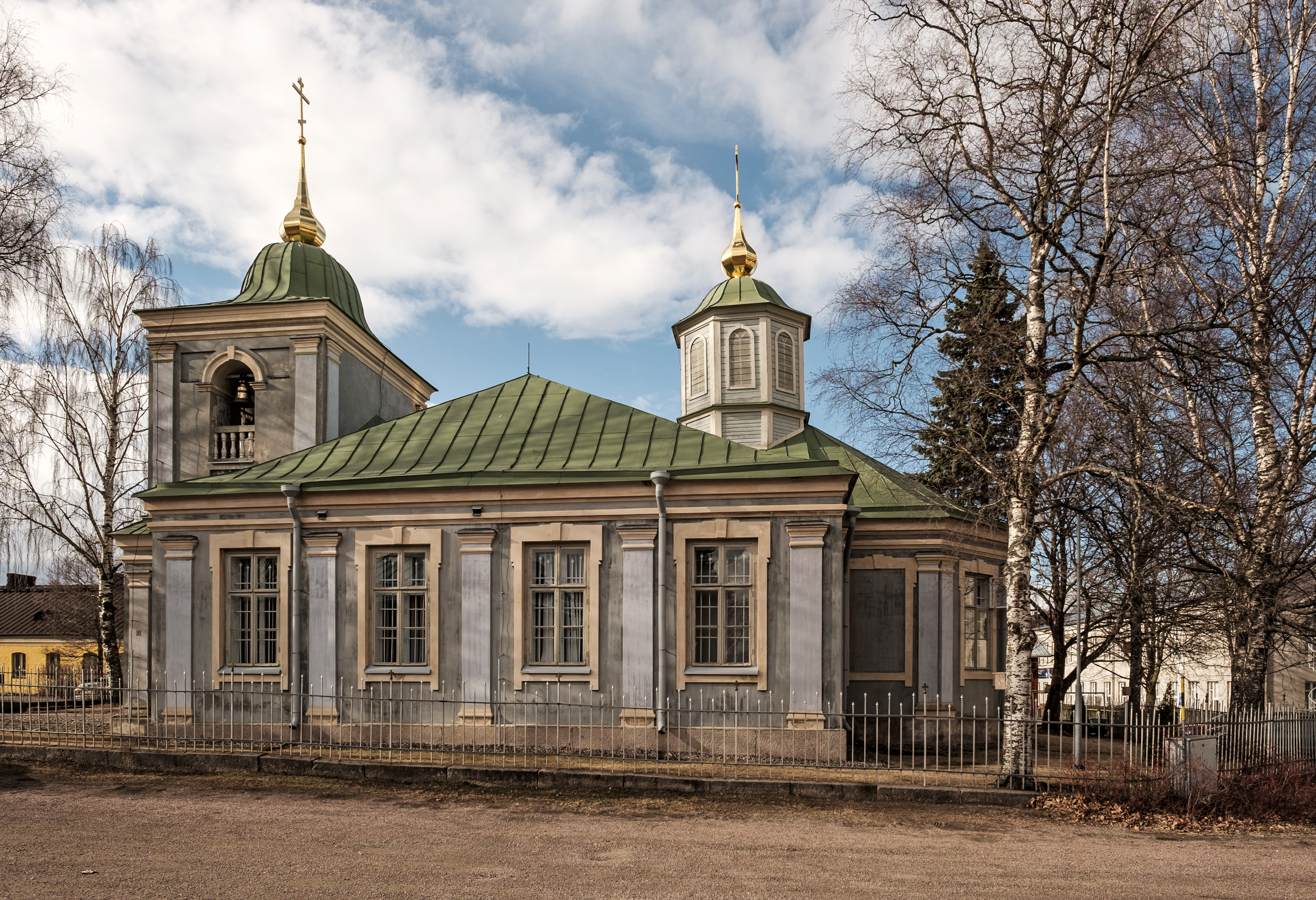
Świątynia w 2017, przed rozpoczęciem remontu
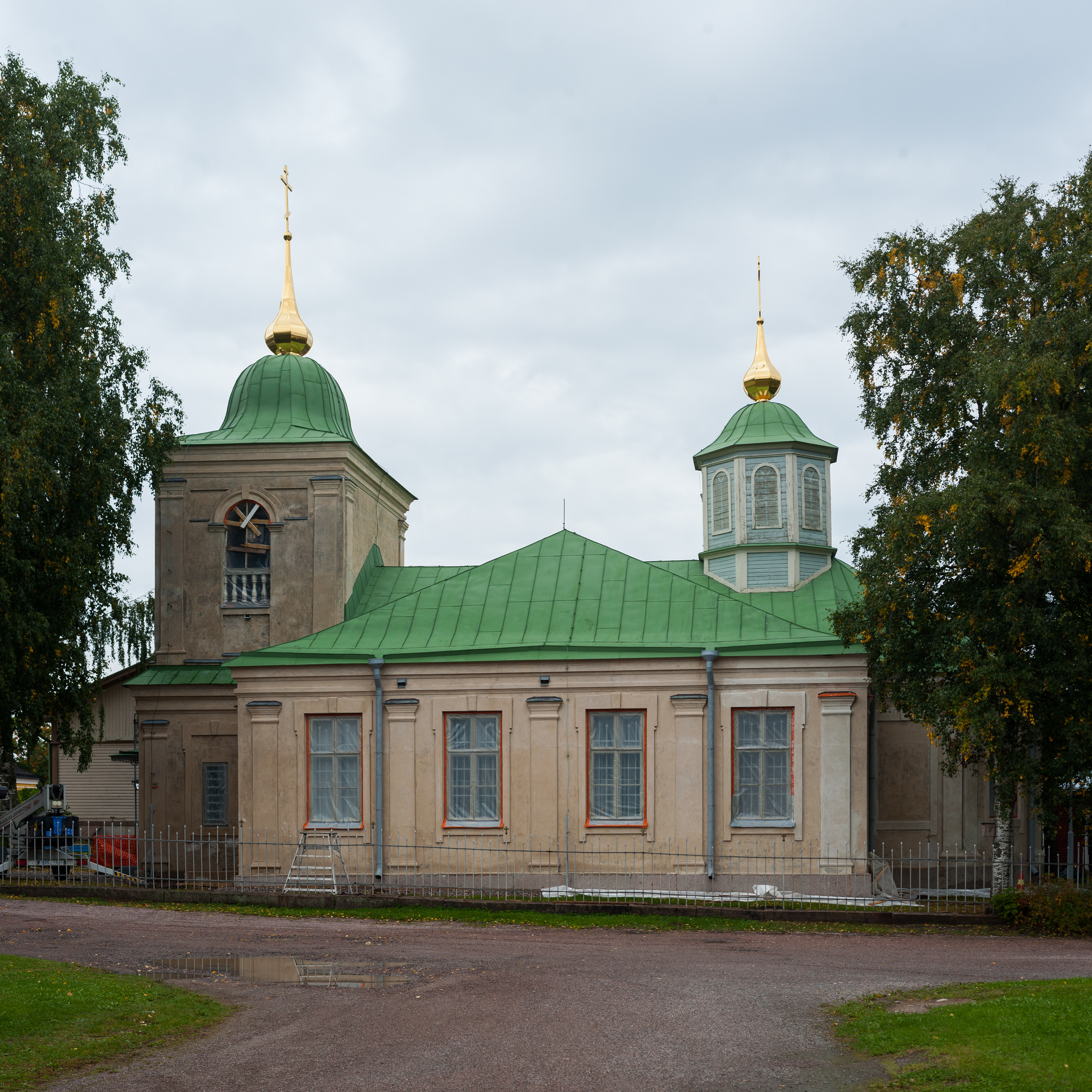
Cerkiew w 2017, podczas remontu
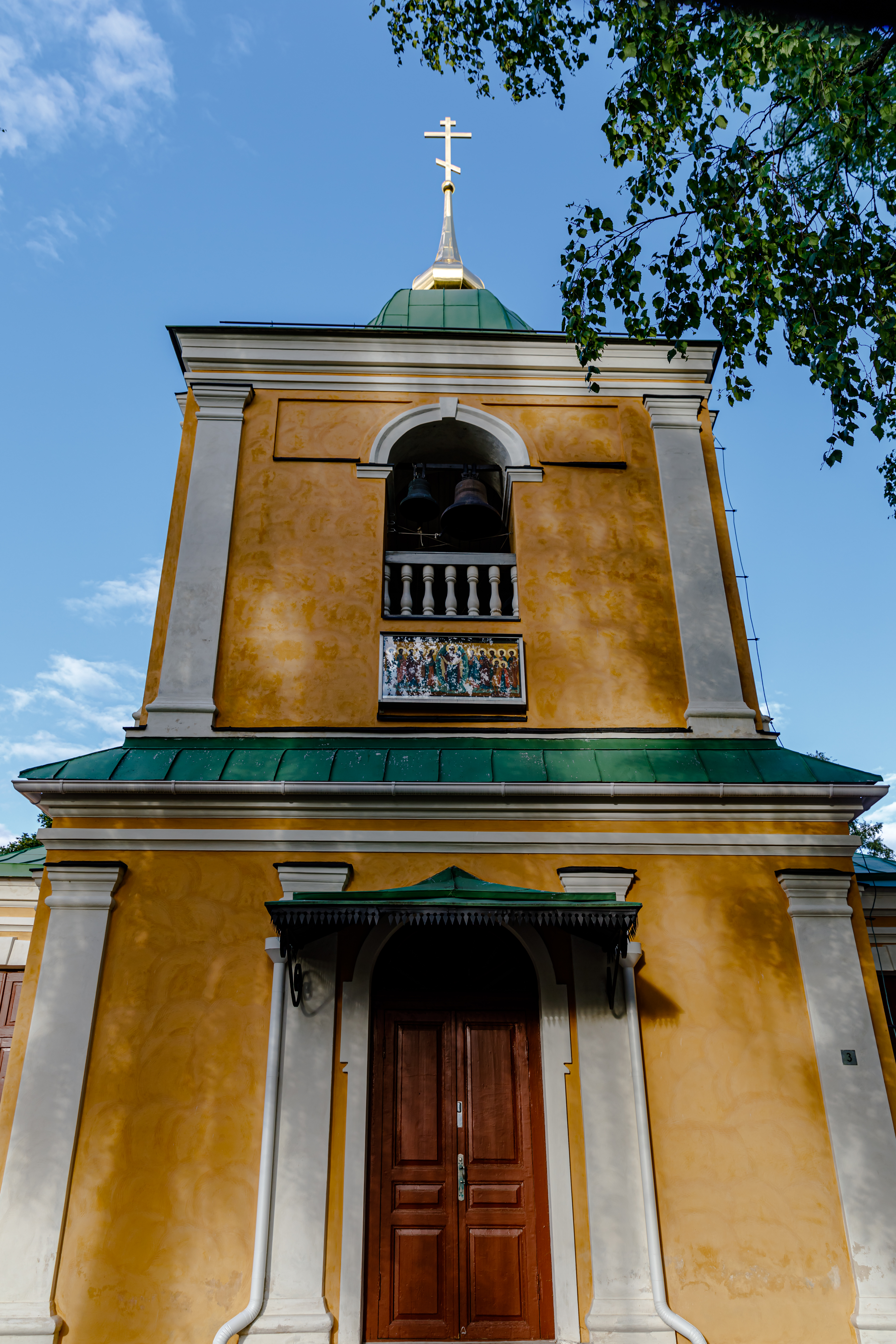
Dzwonnica po remoncie
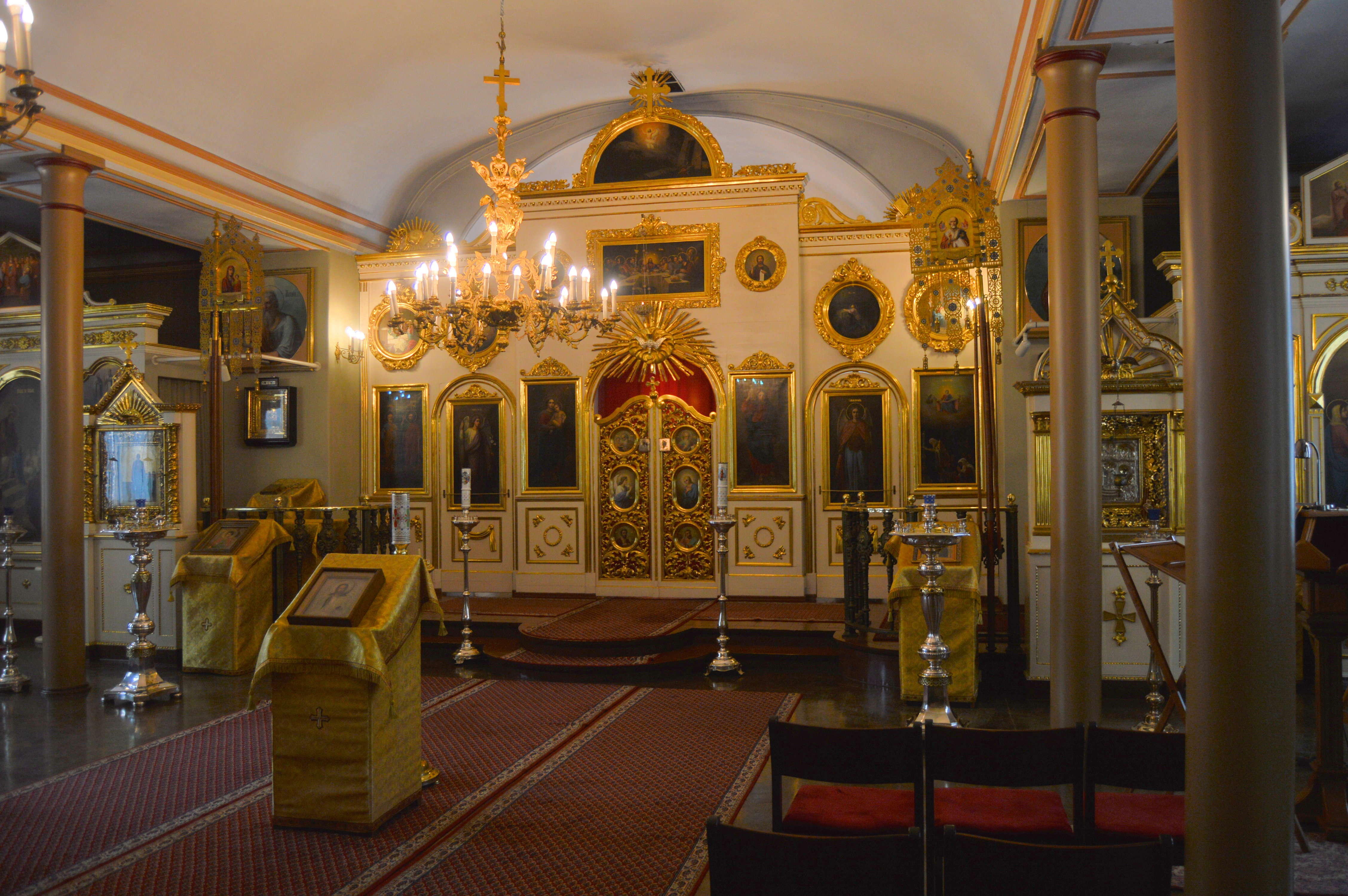
Wnętrze